# Волна трафика
Волна трафика, или стоп-волна, — движущееся возмущение в распределении автомобилей на автомагистрали.
Волны трафика обычно движутся навстречу движению автомобилей. Волны также могут двигаться попутно, но чаще оказываются «привязаны» к одному участку дороги, как солитон. Волны трафика — разновидность дорожных заторов. Более глубокое понимание волн трафика — цель исследований в области физики изменений потока трафика. При изучении волн трафика собственно трафик рассматривается с точки зрения динамики текучих сред.

## Уменьшение последствий
Существует тезис о том, что зная, как образуются волны трафика, водители иногда могут уменьшить их действие, увеличивая дистанцию до автомобиля, следующего непосредственно впереди, и реже используя торможение, в конечном итоге уменьшая скопление автомобилей вокруг.

## Полезные ссылки
- Дорожный затор, воссозданный впервые  (англ.)
- Волна трафика  (англ.)
- Математики нацеливаются на «фантомные» волны трафика  (англ.)
- Trafficwaves.org  (англ.)